# Sistemazioni di colle
In agraria per sistemazioni di colle si intendono le pratiche di lavorazione ed adattamento del terreno scosceso o comunque in declivio per renderlo idoneo alle coltivazioni agricole.
Le sistemazioni vanno dalle più semplici lunette di sasso o legno alla base di ogni singolo albero per trattenere la terra, ad opere ben più impegnative a gradoni, a ciglioni, fino ai terrazzamenti. 

## L'antichità
Nell'Italia antica, la parte preminente delle pianure era occupata da acque stagnanti, cosicché i primi coltivatori trovarono conveniente, fino dal Neolitico, stabilirsi in aree collinari, essendo più agevole abbattere un querceto che bonificare una palude. Da allora l'agricoltura italiana sarebbe rimasta, per settemila anni, prevalentemente un'agricoltura collinare, spostando definitivamente il proprio baricentro verso la pianura solo dopo il 1950.
Siccome la violenza delle piogge, nel clima italiano, in autunno, epoca delle semine, asporterebbe, in pochi anni, i campi dal terreno più profondo, per millenni gli agricoltori italiani sono stati impegnati a terrazzare i propri campi, compiendo un'opera che ha sagomato l'intera superficie dei rilievi a media e bassa quota della Penisola e delle Isole. Il loro scopo fondamentale era evitare l'aratura a "rittochino", cioè secondo linee di massima pendenza, la forma di lavoro del suolo che consente la massima velocità delle acque piovane, quindi l'erosione di quantità maggiori di terra. Le forme di sagomatura divennero un'autentica scienza, la scienza delle “sistemazioni di colle”, che fu sviluppata soprattutto a opera degli agronomi toscani.

## Il Cinquecento
La prima espressione di quella scienza può individuarsi nell'opera di un poeta del Cinquecento, Luigi Alamanni, autore del più straordinario poema didascalico di soggetto agrario della letteratura italiana, La coltivazione.

## L'Ottocento

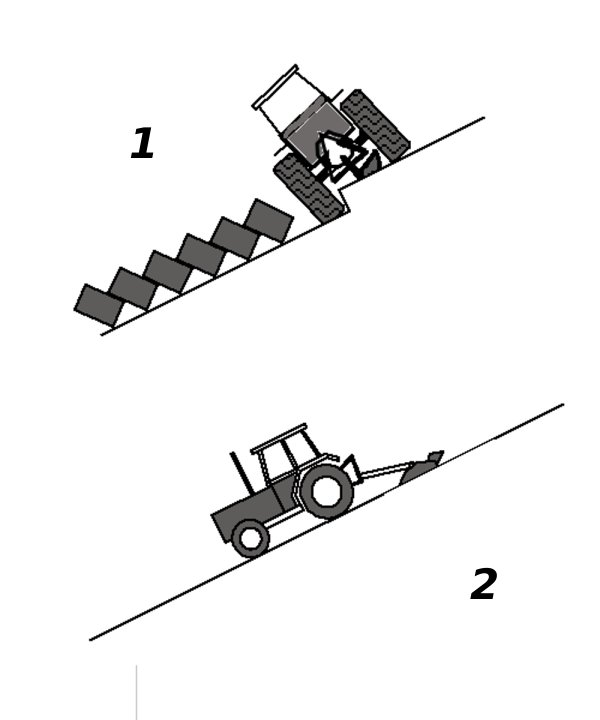
Aratura su terreni declivi
1. In quota
2. A rittochino

La seconda è quella di un curato toscano, Giovan Battista Landeschi, parroco di San Miniato, dove il giovane sacerdote trovò il podere parrocchiale rovinato dai predecessori che avevano spremuto tutto senza restituire nulla, e che si impegnò a rimodellare i campi creando moduli di sistemazione assolutamente nuovi. Elementi chiave della metodologia di Landeschi erano i ciglioni inerbiti e i “pescaioli”, fossi tracciati per indirizzare le acque a asportare la terra dove le piogge non regolate l'avessero depositata, per condurla dove fosse stata sottratta.
La terza tappa della “scienza delle sistemazioni” è rappresentata da un altro autore toscano, il marchese Cosimo Ridolfi, il maggiore agronomo italiano dell'Ottocento, che nella tenuta di Meleto perfeziona il sistema ideato dal fattore che gli ha insegnato, ragazzetto, ad amare i lavori dei campi, Agostino Testaferrata, ideatore del metodo delle “colmate di monte”, eseguite, ancora, usando la forza dell'acqua per asportare la terra dove il disordine l'abbia accumulata, e condurla dove la abbia sottratta. Mediante le “colmate” i campi vengono sistemati, secondo il metodo di Testaferrata “a spina”.
Gli autori successivi codificheranno tre secoli di esperienze toscane definendo le forme di sistemazione in “tagliapoggio”, “girapoggio”, “cavalcapoggio” “spina” e nelle varie forme di terrazzo, che possono prevedere lo scolo verso il bordo esterno o quello interno, un muro di sostegno o un ciglione inerbito. Nei terreni a pendenza più dolce resterà possibile una sistemazione a "rittochino". Tra gli autori che hanno contribuito alla definizione della “scienza delle sistemazioni di colle” un ruolo capitale deve riconoscersi a Luigi Ridolfi, figlio dell'agronomo ottocentesco.

## L'epoca attuale
Le sistemazioni di colle sono state abbandonate, con l'avvento della moderna agricoltura meccanizzata, all'alba degli anni sessanta. Da quel momento le piogge non più controllate hanno iniziato a cancellare, dalle dorsali siciliane alle terrazze liguri, le forme in cui centinaia di generazioni di contadini avevano sagomato i campi dell'intera Italia. Un agronomo autorevole ha ripetutamente invitato, prima che le ultime tracce del lavoro millenario siano cancellate, a eseguire l'inventario, regione per regione, delle forme tipiche di sistemazione, proponendo, come esempio, la raccolta di una serie di immagini riprese nelle isole di Vulcano, Filicudi, Salina e Lipari, dove esistevano terrazzamenti agricoli, eseguiti in massicce rocce laviche, tra i più imponenti che si potessero ammirare in tutta l'Italia.